# HK CSKA Sofia
El HK CSKA Sofía (en búlgaro: ХК ЦСКА София) es un equipo profesional búlgaro de hockey sobre hielo, perteneciente a la sociedad deportiva CSKA Sofía, y juega en la Liga de Bulgaria de hockey sobre hielo.

## Historia
El club fue fundado como CDNA Sofia en 1964, pero cambió su nombre al actual, CSKA de Sofía, en 1965. El club ha ganado trece campeonatos búlgaros de hockey sobre hielo, el segunda en el país detrás de sus grandes rivales del HK Levski Sofia. El club dominó la Liga búlgara de 1964-1986, cuando ganó trece de sus campeonatos. El CSKA también ganó doce de sus títulos de la Copa de Bulgaria entre 1964 a 1987. Su segundo puesto en 2009 fue su mejor resultado en veinte años.

## Palmarés
- Liga de Bulgaria (16): 1964, 1965, 1966, 1967, 1969, 1971, 1972, 1973, 1974, 1975, 1983, 1984, 1986, 2013, 2014, 2015
- Copa de Bulgaria (14): 1964, 1965, 1967, 1972, 1973, 1975, 1976, 1978, 1981, 1983, 1986, 1987, 2012, 2013